# Aeolochroma amethystina
Aeolochroma amethystina là một loài bướm đêm trong họ Geometridae.